# Erich Probst
Erich Probst (5 de diciembre de 1927 - 16 de marzo de 1988) fue un futbolista austriaco que jugaba como delantero. 

## Selección nacional
Fue internacional con la Selección de fútbol de Austria en 19 partidos entre 1951 y 1960 anotando 18 goles. Participó en el mundial de Suiza 1954 anotando 6 goles.

### Participaciones en Copas del Mundo
| Mundial                        | Sede  | Resultado     |
| ------------------------------ | ----- | ------------- |
| Copa Mundial de Fútbol de 1954 | Suiza | Tercer puesto |

### Participaciones en Eurocopa
| Eurorcopa     | Sede    | Resultado        |
| ------------- | ------- | ---------------- |
| Eurocopa 1960 | Francia | Cuartos de final |

## Clubes
| Club             | País     | Año       |
| ---------------- | -------- | --------- |
| Admira Viena     | Austria  | 1945-1949 |
| First Vienna     | Austria  | 1950      |
| Rapid Viena      | Austria  | 1950-1956 |
| Wuppertaler SV   | Alemania | 1956-1958 |
| FC Zürich        | Suiza    | 1958-1959 |
| Austria Salzburg | Austria  | 1959-1960 |
| ASK Salzburg     | Austria  | 1961      |
| First Vienna     | Austria  | 1962-1963 |

## Palmarés

### Campeonatos nacionales
| Título     | Club        | País    | Año  |
| ---------- | ----------- | ------- | ---- |
| Bundesliga | Rapid Viena | Austria | 1951 |
| Bundesliga | Rapid Viena | Austria | 1952 |
| Bundesliga | Rapid Viena | Austria | 1954 |
| Bundesliga | Rapid Viena | Austria | 1956 |